# Htan
Htan (tiếng Ả Rập: حتان) là một ngôi làng Syria nằm ở Qurqania Nahiyah ở huyện Harem, Idlib. Theo Cục Thống kê Trung ương Syria (CBS), Htan có dân số 928 trong cuộc điều tra dân số năm 2004.